# Gbadolite (stadsdel)
Gbadolite är en stadsdel (franska: commune) i staden med samma namn i Kongo-Kinshasa.